# Elizabeth de Araujo Schwarz
Dra. Elizabeth de Araujo Schwarz  (n. 1956) es una botánica, y profesora brasileña.
En 1979 obtuvo su licenciatura en Ciencias Biológicas en la Universidad Federal de Paraná, y en 1986 su maestro (grado) en Botánica en la misma Universidad; y defendiendo su tesis de doctorado: O gênero Oxypetalum R.Br. (Asclepiadoideae, Apocynaceae) no Estado do Paraná, Brasil, en Ciencias Biológicas (Biología Vegetal) en la Universidad Estatal Paulista Júlio de Mesquita Filho, en 2003.
Es investigadora principal del CNPQ, y es profesora de la Universidad Federal de Paraná. Ha trabajado activamente en la lista oficial de la flora amenazada de Brasil.

## Algunas publicaciones
1. SILVA, GLC; GAERTNER, P; MARSON, PG ; SCHWARZ, EA; SANTOS, CA.M. An ethno-pharmacobotanical survey in Salto Caxias Hydroelectric Power Plant in Paraná State, Brazil, before the flooding.. Acta Farm. Bonaerense, La Plata, v. 22 (2): 149-154, 2004
2. MENEZES, PR; SCHWARZ, EA; SANTOS, CAM. In vitro antioxidant activity of species collected from Salto Caxias Hydroelectric in Paraná, Brazil.. Fitoterapia, Milano, Italy, v. 75 (3-4): 398-400, 2004
3. CERVI, A. C. ; SCHWARZ, E. A. ; GUIMARÃES, O. A. Levantamento florístico de um campo do Primeiro Planalto Paranaense, Curitiba, Paraná, Brasil.. Sellowia, Itajaí, v. 53-55 (1): 24-47, 2003
4. SCHWARZ, E. A. ; FURLAN, A. Coléteres foliares de Oxypetalum R. Br. (Asclepiadoideae, Apocynaceae) - Aspectos ultraestruturais e anatômicos úteis à taxonomía das espécies do Paraná (Brasil).. Acta Biologica Paranaense, Curitiba, v. 31 (1-4): 79-97, 2002
5. FONTELLAPEREIRA, J. ; FARINACCIO, M. A. ; SCHWARZ, E. A. Contribuição ao estudo das Asclepiadaceae brasileiras, XXIV. Novas combinações e sinonímias.. Bradea, Rio de Janeiro, v. 8 (12): 66-68, 1997
6. SCHWARZ, E. A. ; FONTELLAPEREIRA, J. O gênero Jobinia Fournier (Asclepiadaceae) no Brasil.. Acta Biologica Paranaense, Curitiba, v. 24 (1,2,3,4): 49-157, 1995
7. FONTELLAPEREIRA, J. ; SCHWARZ, E. A. Estudos em Asclepiadaceae, XIX. Uma nova espécie de Gonolobus Mich. e novas combinações em Oxypetalum R.Br. Boletim do Museu Botânico Municipal de Curitiba, Curitiba, v. 61 : 1-8, 1984
8. FONTELLAPEREIRA, J. ; SCHWARZ, E. A. . Estudos em Asclepiadaceae, XX. Novos táxons em Ditassa R.Br. e Oxypetalum R.Br.. Atas da Sociedade Botânica do Brasil Seção Rio de Janeiro, Rio de Janeiro, v. 2 (18): 145-148, 1984
9. FONTELLAPEREIRA, J. ; VALENTE, M. C. ; SCHWARZ, E. A. . Contribuição ao estudo das Asclepiadaceae brasileiras, XXI. Asclepiadaceae do Município de Ouro Preto, Estado de Minas Gerais - uma sinopse. Boletim do Museu Botânico Kuhlmann, Rio de Janeiro, v. 7 (2): 63-127, 1984
10. VALENTE, M. C. ; SCHWARZ, E. A. ; FERREIRA, V. F. ; LEÃO, A. S. ; PEIXOTO, A. L. Bibliografia de Botânica, VII. Taxonomía de Angiospermae Dicotyledoneae. . Boletim do Museu Botânico Kuhlmann, Rio de Janeiro, v. 7 (4): 2-130, 1984
11. FONTELLAPEREIRA, J. ; SCHWARZ, E. A. Contribuição ao estudo das Asclepiadaceae brasileiras, XVIII. Uma nova combinação e novas localidades. Atas da Sociedade Botanica do Brasil Seção Rio de Janeiro, Rio de Janeiro, v. 1 (9): 43-46, 1983
12. FONTELLAPEREIRA, J. ; SCHWARZ, E. A. Contribuição ao estudo das Asclepiadaceae brasileiras,XIX. Uma nova subespécie de Matelea Aublet.. Bradea, Rio de Janeiro, v. 3 (40): 362-364, 1983
13. FONTELLAPEREIRA, J. ; SCHWARZ, E. A. Contribuição ao estudo das Asclepiadaceae brasileiras, XX. Uma nova espécie de Gonioanthela Malme.. Atas da Sociedade Botânica do Brasil Seção Rio de Janeiro, Rio de Janeiro, v. 1 (14): 71-74, 1983
14. FONTELLAPEREIRA, J. ; SCHWARZ, E. A. Estudos em Asclepiadaceae, XVII. Novas combinações e novos sinônimos. . Bradea, Rio de Janeiro, v. 3 (46): 410-412, 1983
15. FONTELLAPEREIRA, J. ; SCHWARZ, E. A. Estudos em Asclepiadaceae, XVIII. Novas combinações e novos sinônimos. Bradea, Rio de Janeiro, v. 4 (3): 13-20, 1983
16. FONTELLAPEREIRA, J. ; SCHWARZ, E. A. Estudos em Asclepiadaceae, XV. Chave para as espécies do gênero Jobinia Fournier ocorrentes no Brasil. Boletim do Museu Botânico Municipal de Curitiba, Curitiba, v. 51: 1-18, 1982
17. FONTELLAPEREIRA, J. ; SCHWARZ, E. A. Estudos em Asclepiadaceae, XVI. Sobre a identidade do gênero Lorostelma Fournier.. Universidade Federal do Piaui Cadernos de Pesquisa 2 Série Botânica, Terezina 1 (2): 61-69, 1982
18. FONTELLAPEREIRA, J. ; SCHWARZ, E. A. Contribuição ao estudo das Asclepiadaceae brasileiras, XVII. Novos sinônimos e uma nova combinação.. Boletim do Museu Botânico Municipal de Curitiba, Curitiba, v. 57: 1-8, 1982
19. FONTELLAPEREIRA, J. ; SCHWARZ, E. A. Estudos em Asclepiadaceae, XII. Considerações sobre os gêneros Roulinia Decne. (non Brongn.) e Rouliniella Vail. Boletim do Museu Botânico Municipal de Curitiba, Curitiba, v. 45: 1-12, 1981
20. FONTELLAPEREIRA, J. ; SCHWARZ, E. A. Estudos em Asclepiadaceae, XIII. Novos sinônimos e novas combinações.. Boletim do Museu Botânico Municipal de Curitiba, Curitiba, PR, v. 46: 1-10, 1981
21. FONTELLAPEREIRA, J. ; SCHWARZ, E. A. Contribuição ao estudo das Asclepiadaceae brasileiras, XVI. Novos sinônimos e uma nova combinação.. Bradea, Rio de Janeiro, v. 3 (22): 159-163. 1981
22. FONTELLAPEREIRA, J. ; SCHWARZ, E. A. Estudos em Asclepiadaceae, XIV. Novos sinônimos e uma nova combinação. Boletim do Museu Botânico Municipal de Curitiba, Curitiba, v. 50: 1-14, 1981

### Libros
- elizabeth de Araujo Schwarz, jorge Fontella Pereira. 1995. O gênero Jobinia Fournier (Asclepiadaceae) no Brasil. Edición reimpresa de Setor de Ciências Biológicas da Universidade Federal do Paraná. 157 pp.

- La abreviatura «E.A.Schwarz» se emplea para indicar a Elizabeth de Araujo Schwarz como autoridad en la descripción y clasificación científica de los vegetales.[1]